# アリバイ会社
アリバイ会社（アリバイがいしゃ）とは、ペーパーカンパニーを設立し、その会社に勤務しているように装うための書類を発行する会社のことである。その種のサービスについてアリバイ屋（アリバイや）とも呼ばれる。

## 概要
不動産物件の入居審査が通過しにくい夜の商売や風俗関係などが利用されるケースが大半を占める。ペーパーカンパニーではなく実在する会社を利用するため一概に犯罪とは言えない。
サービスを利用しない人が勘違いをしていることが多いが、存在しない会社で審査を通過させる保証会社にも責任がある。
下記にあるような本人確認書類を作成するのとアリバイ利用は全くの別物。アリバイとして利用する会社の社長が認めていれば源泉徴収を作成しても何ら違法性はない。課税証明書や本人確認書類を違法作成することはアリバイとは関係がない。
本人確認にもなりうる虚偽の書類を発行し、犯罪の温床となる可能性が指摘されている。しかし、源泉徴収票等の作成についてアリバイ会社は作成権限はあるため文書偽造罪に問うことができず、また源泉徴収票等は公文書ではなく私文書のため虚偽公文書作成罪に問うことができない。
アリバイ会社が刑事事件化した事件として、東京都新宿区のアリバイ会社から「年収825万円」とする虚偽の源泉徴収票を購入して札幌市の無職女性が架空の勤務先が書かれた課税証明書を得て住宅金融支援機構から約5600万円の住宅ローンを組んだ2010年の詐欺事件において2009年12月に札幌市税務担当者から問い合わせられたアリバイ会社が「自分の会社で働いている」と嘘の説明をしたことについて、2011年9月にアリバイ会社幹部2人が地方税法違反（虚偽答弁）で北海道警察に逮捕され、略式起訴となった例がある。